# Viaje de Maelduin
El Viaje de Maelduin es un antiguo romance irlandés del siglo VIII.
El Viaje de Maelduin es un antiguo romance irlandés del siglo VIII.
Maelduíno, hijo adoptivo de una reina irlandesa, al llegar a la mayoría de edad, descubre que su padre fue asesinado por un bandido de Leis y se embarca con sus tres hermanos en persecución del asesino.
El romance trata del viaje donde los navegantes visitan muchas islas en las que pasan grandes vicisitudes.